# Via Roma (Siena)
Via Roma è una strada di Siena, tra le arterie principali del terzo di San Martino.

## Storia
La strada segue il tratto urbano della via Francigena, facente da spina dell'antico borgo della Maddalena, che sorse nel XIII secolo al di fuori della cerchia muraria dell'epoca, cui si accedeva dall'arco di San Maurizio.
Il borgo prese il nome dall'ospizio di Santa Maria Maddalena, situato poco fuori la porta, istituito nel 1213 come xenodochio da Renieri di Rustichino Piccolomini e affidato alla badessa cistercense Imilia, moglie di Tacca Sansedoni. Nel 1221 l'ospedaletto fu offerto dalla badessa a Domenico di Guzmán e per un breve periodo accolse i frati predicatori. A protezione del borgo venne ampliata la cinta muraria, con l'apertura della porta di Sant'Angiolo a Montone, o di Castel Montone (detta anche di San Martino). Solo nel 1328 venne aperta la porta nuova di San Martino, nota in seguito come porta Romana, segnando così il termine ultimo della strada.
Nel secolo successivo, l'ospizio della Maddalena passò ai cistercensi di San Galgano di val di Merse, che nel 1474 vi realizzarono di fronte l'omonimo palazzo. Nel 1558 nell'ospizio trovarono sistemazione le monache benedettine, dette "bacucche", che avevano perduto il loro monastero di Ognissanti, posto fuori porta Romana, durante la guerra di Siena.
Alla fine del XVIII secolo, la struttura del convento delle bacucche e altri fabbricati adiacenti che costituivano in nucleo dell'ex borgo della Maddalena furono demoliti per la costruzione del palazzo signorile voluto dal conte Antonio Domenico Bianchi Bandinelli Paparoni.
Già "via della Maddalena" e poi "via Romana" nel XIX secolo, la strada prese l'intitolazione di "via Roma" nel 1931 in seguito all'ordinanza del podestà Fabio Bargagli Petrucci sulla toponomastica cittadina.

## Descrizione
La strada ha origine dal crocevia tra via di Pantaneto, via San Girolamo e via dell'Oliviera, dove si trova la cosiddetta colonna del Ponte che contrassegna il terzo di San Martino, con una Lupa senese marmorea del 1470.
Al civico 2 è collocato il palazzo Bianchi-Bandinelli, risalente alla fine del Settecento che ha, al piano nobile, sale affrescate da Luigi Ademollo. Sul muro di cinta del cortile si trova il tabernacolo marmoreo dell'ex Maddalena di Giovanni di Stefano del 1477. 
Al 47 si affaccia il palazzo San Galgano, del 1474, che deve il nome alla potente abbazia di San Galgano che lo commissionò. Ispirato ai modi di Giuliano da Maiano, fu sopraelevato nel Cinquecento e presenta una facciata a bugnato liscio con bifore. Poco più avanti, si trova sulla sinistra l'imbocco della via del Refugio, con la chiesa di San Raimondo al Refugio, della fine del Cinquecento, e l'ex convento di Santa Monaca.
Procedendo verso l'esterno, si costeggiano a sinistra i complessi della scuola elementare Giovanni Dupré, dell'ex convento di Santa Maria degli Angeli, oggi istituto professionale Giovanni Caselli, fino alla chiesa del Santuccio, il Museo della Società di Esecutori di Pie Disposizioni e l'arco d'ingresso all'ex Istituto medico psico-pedagogico. Sul lato destro, si trovano invece l'imbocco della via Val di Montone, con l'edificio del Museo Bologna-Buonsignori, e poco più avanti il complesso dell'ex ospedale psichiatrico di San Niccolò, costruito alla fine dell'Ottocento col contributo, nell'edificio principale, di Francesco Azzurri. La strada termina presso Porta Romana.

### Edifici
- Palazzo Bianchi Bandinelli (nn. 2-18)
- Palazzo San Galgano (n. 47)
- Ex convento di Santa Monaca (in angolo con via del Refugio)
- Museo Bologna-Buonsignori (n. 50)
- Ex ospedale psichiatrico di San Niccolò (n. 56)
- Scuola elementare Giovanni Dupré (nn. 61-65)
- Ex monastero di Santa Maria degli Angeli (n. 67)
- Chiesa del Santuccio
- Palazzo della Società di esecutori di pie disposizioni (n. 71)
- Ex Istituto medico psico-pedagogico (n. 77)[4]
- Porta Romana